# Monti Charaulachskij
I monti Charaulachskij (in russo  Хараулахский хребет?) sono una catena montuosa nell'estremo nord-est siberiano che fa parte del sistema montuoso dei Monti di Verchojansk. Si trovano nella Sacha (Jacuzia), in Russia.

## Geografia
La catena montuosa dei Charaulachskij si allunga per circa 350 km in direzione nord-sud a est del fiume Lena. Si trova a nord rispetto alla catena principale dei monti di Verchojansk. Parallela ai monti Charaulachskij, a ovest, si trova la catena dei monti Tuora-Sis (Туора-Сис), a est la cresta Primorskij (Приморский кряж).
L'altezza maggiore della catena (1 429 m) è quella di una vetta senza nome. È composta da arenaria, peliti e scisti. La cresta è solcata da profonde valli fluviali e ricoperta dalla tipica vegetazione della tundra di montagna; nelle valli, vi sono rade foreste di larici.